# IC 648
IC 648 ist eine Balken-Spiralgalaxie vom Hubble-Typ SBc im Sternbild Löwe an der Ekliptik. Sie ist schätzungsweise 474 Millionen Lichtjahre von der Milchstraße entfernt.
Das Objekt wurde am 31. März 1892 vom französischen Astronomen Stéphane Javelle entdeckt.